# Pont suspendu (Saint-Just-sur-Loire)
Le pont suspendu de Saint-Just-sur-Loire) est un pont sur la Loire situé dans la commune de Saint-Just-Saint-Rambert, en France. Mis en service en 1851, il relie les anciennes communes de Saint-Just-sur-Loire et Saint-Rambert-sur-Loire jusqu'en 1926.

## Histoire
Mis en service en 1851, il cesse son activité en 1926 après qu'un camion chargé lourdement en traverse le tablier. En 1931, un nouveau pont est mis en service.